# Pico Pirámide
El pico Pirámide o roca Pirámide es un nunatak de 565 metros de altura, de forma piramidal, que se encuentra a un kilómetro al este del monte Carroll y a dos kilómetros al sudeste de la cabeza de la bahía Esperanza, en el extremo noreste de la península Antártica.
Se encuentra a unos cuatro kilómetros al sur de la base Esperanza del Ejército Argentino, y está rodeada por los glaciares Kenney (al oeste), Pirámide (al noreste) y Buenos Aires (al este), además del collado Gallegos al norte, que lo separa del monte Flora (ubicado a 1,5 kilómetros al sur-sureste).

## Historia y toponimia
Fue descubierta por un grupo que acompañaba a Johan Gunnar Andersson en la Expedición Antártica Sueca de 1901-1904, que pasó el invierno en la bahía Esperanza en 1903. Se le otorgó su nombre en referencia a su forma piramidal. Fue cartografiado por el British Antarctic Survey en diciembre de 1945 y en agosto de 1955.

## Geología
Pertenece a la formación Hope Bay, del grupo Trinity Peninsula, a la que se atribuye una edad entre el Carbonífero superior y el Triásico.

## Reclamaciones territoriales
Argentina incluye al nunatak en el departamento Antártida Argentina dentro de la provincia de Tierra del Fuego, Antártida e Islas del Atlántico Sur; para Chile forma parte de la comuna Antártica de la provincia Antártica Chilena dentro de la Región de Magallanes y de la Antártica Chilena; y para el Reino Unido integra el Territorio Antártico Británico. Las tres reclamaciones están sujetas a las disposiciones del Tratado Antártico.
Nomenclatura de los países reclamantes: 
- Argentina: cerro Pirámide,[5] pico Pirámide[6] o roca Pirámide[7]
- Chile: ¿?
- Reino Unido: The Pyramid[3]

## Galería

Panorámica de la bahía Esperanza. Por la izquierda se observa el pico Pirámide y el glaciar Buenos Aires. En el centro, se destaca el monte Flora, el valle del glaciar Depósito, sobre la planicie, hacia el mar, se ubica la antigua base D, actual ECARE y sobre costa, la base Esperanza. A la derecha aparecen el monte Taylor, el cerro Cuerno y el glaciar Arena.